# Forest of Dean Central Railway
Die Forest of Dean Central Railway war eine britische Eisenbahngesellschaft in Gloucestershire in England.
Die Gesellschaft wurde am 11. Juli 1856 gegründet. Ziel war der Bau einer Bahnstrecke zwischen einem geplanten Hafen bei Brimspill am Severn und den Kohlengruben Howbeach, New Fancy und Foxes Bridge im Forest of Dean. Da nicht alle Anteilseigner ihre Anteile bezahlten, geriet die Gesellschaft schon kurz nach der Gründung in finanzielle Probleme. Die Great Western Railway stieg deshalb in das Unternehmen ein. Die am 25. Mai 1868 eröffnete 7,6 Kilometer lange Strecke wurde in der Breitspur von 2140 mm errichtet. Es war die letzte Breitspurstrecke die in Großbritannien eröffnet wurde. In Awre erfolgte der Anschluss an das Streckennetz der Great Western Railway. Der Abschnitt zwischen dem Anschluss der New Fancy-Grube und Foxes Bridge wurde nicht mehr fertiggestellt, da inzwischen die Grube ihre Kohle anderweitig abtransportierte.
Die Forest of Dean Central Railway wurde erst mit dem Railways Act 1923 in die GWR eingegliedert.
Durch den Bau der Strecke der Severn and Wye Railway and Canal zu den Kohlegruben im Forest of Dean, verlor die Gesellschaft ab 1875 einen Großteil ihrer Kundschaft. Ab 1921 wurde nur noch auf der Teilstrecke bis zum Ort Blakeney ein Betrieb durchgeführt. Dieser Abschnitt wurde 1949 stillgelegt.